# Liste der Monuments historiques in Avoudrey
Die Liste der Monuments historiques in Avoudrey führt die Monuments historiques in der französischen Gemeinde Avoudrey auf.

## Liste der Objekte
| Bezeichnung                                           | Beschreibung                                                 | Standort                      | Kennzeichnung | Schutzstatus | Datum | Bild |
| ----------------------------------------------------- | ------------------------------------------------------------ | ----------------------------- | ------------- | ------------ | ----- | ---- |
| Zwei Gemälde: Heilige Familie und Anbetung der Könige | Ölfarbe auf Holz, 16. Jahrhundert                            | in der Kirche St-Donat (Lage) | PM25000065    | Classé       | 1908  |      |
| Skulptur Petrus                                       | Holz, farbig gefasst, 18. Jahrhundert                        | in der Kirche St-Donat (Lage) | PM25000068    | Classé       | 1985  |      |
| Skulptur Paulus                                       | Holz, farbig gefasst, 18. Jahrhundert                        | in der Kirche St-Donat (Lage) | PM25000069    | Classé       | 1985  |      |
| Kommunionbank                                         | Schmiedeeisen, bemalt, bezeichnet 1737                       | in der Kirche St-Donat (Lage) | PM25000070    | Classé       | 1985  |      |
| Gemälde Kreuzabnahme                                  | Ölfarbe auf Leinwand, 18. Jahrhundert                        | in der Kirche St-Donat (Lage) | PM25000072    | Classé       | 1985  |      |
| Gemälde Heiliger Vinzenz von Paula                    | Ölfarbe auf Leinwand, 18. Jahrhundert                        | in der Kirche St-Donat (Lage) | PM25000073    | Classé       | 1985  |      |
| Gemälde Heiliger Gratus                               | Ölfarbe auf Leinwand, 18. Jahrhundert                        | in der Kirche St-Donat (Lage) | PM25000074    | Classé       | 1985  |      |
| Rechter Seitenaltar                                   | Retabel; Holz, farbig gefasst und vergoldet, 18. Jahrhundert | in der Kirche St-Donat (Lage) | PM25000076    | Classé       | 1985  |      |
| Taufaltar                                             | Holz, 18. Jahrhundert                                        | in der Kirche St-Donat (Lage) | PM25000078    | Classé       | 1985  |      |
| Zwei Beichtstühle                                     | Holz, 18. Jahrhundert                                        | in der Kirche St-Donat (Lage) | PM25000079    | Classé       | 1985  |      |
| Zwei Reliquienbüsten                                  | Holz, farbig gefasst und vergoldet, bezeichnet 1762          | in der Kirche St-Donat (Lage) | PM25000080    | Classé       | 1985  |      |
| Hauptaltar                                            | Retabel; Holz, farbig gefasst und vergoldet, 18. Jahrhundert | in der Kirche St-Donat (Lage) | PM25000066    | Classé       | 1985  |      |
| Gemälde Heiliger Donatus                              | Ölfarbe auf Leinwand, 18. Jahrhundert                        | in der Kirche St-Donat (Lage) | PM25000067    | Classé       | 1985  |      |
| Gemälde Gottvater                                     | Ölfarbe auf Leinwand, 18. Jahrhundert                        | in der Kirche St-Donat (Lage) | PM25000075    | Classé       | 1985  |      |
| Linker Seitenaltar                                    | Retabel; Holz, farbig gefasst und vergoldet, 18. Jahrhundert | in der Kirche St-Donat (Lage) | PM25000071    | Classé       | 1985  |      |
| Gemälde Stiftung des Rosenkranzes                     | Ölfarbe auf Leinwand, 19. Jahrhundert                        | in der Kirche St-Donat (Lage) | PM25000077    | Classé       | 1985  |      |